# يوشيهيرو نيشيد
يوشيهيرو نيشيدَ (باليابانية: 西田 吉洋) (مواليد 30 يناير 1973)، هو لاعب كرة قدم ياباني سابق كان يلعب كلاعب وسط.

## وصلات خارجية
- يوشيهيرو نيشيد على موقع رابطة كرة القدم اليابانية للمحترفين (اليابانية)
- يوشيهيرو نيشيد على موقع عالم كرة القدم.نت (الإنجليزية)